# Campeonato Catarinense de Futebol de 1932
O Campeonato Catarinense de Futebol de 1932 foi a 9ª edição da principal divisão do futebol catarinense. Foi promovido pela então Liga Catarinense de Desportos, atual Federação Catarinense de Futebol. O campeonato foi disputado em fases regionais, e depois os campeões de cada região disputaram a Fase Final. Foram eles: Figueirense, campeão citadino de Florianópolis; Brasil de Blumenau, campeão da Região Norte e Vale; e Brasil de Tijucas, campeão do Vale do Rio Tijucas.
Essa forma de disputa regionalizada foi adotada em algumas edições do campeonato catarinense para facilitar a realização das partidas, visto que a locomoção dos clubes pelo estado era de muita dificuldade.

## Competição
O Campeonato Catarinense de 1932 sofreu forte pressão externa e dos próprios clubes associados. Isso porque, na época, a Federação Catarinense de Desportos era acusada de atender o interesse político e promocional de alguns dirigentes, e de não conseguir administrar a organização dos torneios de futebol.
Mesmo assim, o campeonato foi realizado e teve a inédita conquista do Figueirense, que já tinha 11 anos de fundação. Apesar do título, a final do torneio foi bastante polêmica. Isso porque em 8 de janeiro de 1933 o Brasil de Blumenau venceu o Figueirense por 2x1, e com o resultado era o campeão. Mas, em poucos dias, a FCD anulou a partida e a remarcou para 22 de janeiro, com a justificativa de que o Brasil havia escalado um jogador irregular.

### A polêmica
O jogador em questão era José Soares, do Caxias de Joinville. O atleta havia chegado ao Caxias vindo do Palestra de Curitiba, mas sem que o clube paranaense soubesse. Assim que o Palestra descobriu, tratou de cobrar do time de Joinville o valor referente a transação de José, cerca de 1500 Contos de Réis. Quando o Brasil chegou à final do catarinense, solicitou ao Caxias a liberação de José para a disputa. O Caxias não cedeu, mas mesmo assim o jogador se apresentou e disputou a final pelo time de Blumenau. Foi o suficiente para que houvesse reclamação de todas as partes, e a partida foi remarcada para 22 de janeiro. Por fim, a Federação permitiu ao atleta jogar a final após o Brasil quitar a dívida junto ao Palestra de Curitiba.

## Regionais
Nesta edição houve três torneios regionais para classificar os campeões à Fase Final do campeonato catarinense. 

### Campeonato Citadino de Florianópolis
| Campeão     | Resultado | Vice-Campeão | Data                   | Estádio               |
| ----------- | --------- | ------------ | ---------------------- | --------------------- |
| Figueirense | 2 x 0     | Avaí         | 20 de novembro de 1932 | Estádio Adolfo Konder |

### Campeonato da Região Norte e Vale
| Campeão            | Resultado | Vice-Campeão | Data           | Estádio                      |
| ------------------ | --------- | ------------ | -------------- | ---------------------------- |
| Brasil de Blumenau | 4 x 1     | Bom Retiro   | 18 de dezembro | Campo da Sociedade Ginástica |

### Campeonato da Região do Vale do Rio Tijucas
| Campeão           | Resultado | Vice-Campeão      | Data | Estádio |
| ----------------- | --------- | ----------------- | ---- | ------- |
| Brasil de Tijucas | V x D     | Time Desconhecido |      |         |

## Equipes Participantes
| Equipe                    | Município     |
| ------------------------- | ------------- |
| Brasil Futebol Clube      | Blumenau      |
| Brasil Futebol Clube      | Tijucas       |
| Figueirense Futebol Clube | Florianópolis |

## Regulamento
Sistema misto de disputa com torneios regionais onde o campeão se classificava para a Fase Final. Triangular final com a equipe com mais vitórias se sagrando campeã.

## Jogos do Campeonato
Não há registros suficientes sobre os jogos dos torneios regionais do Catarinense de 1932. Abaixo estão as partidas válidas pela Fase Final, disputada entre os campeões regionais. A primeira partida entre Brasil e Figueirense foi remarcada. 
|                    | Resultado |                    | Data                   |
| ------------------ | --------- | ------------------ | ---------------------- |
| Brasil de Tijucas  | 1 x 4     | Figueirense        | 11 de dezembro de 1932 |
| Brasil de Blumenau | 6 x 3     | Brasil de Tijucas  | 18 de dezembro         |
| Figueirense        | 1 x 2     | Brasil de Blumenau | 8 de janeiro de 1933   |
| Figueirense        | 7 x 3     | Brasil de Blumenau | 22 de janeiro de 1933  |

## Classificação Final
|                    | Jogos | Vitórias | Derrotas | Pontos |
| ------------------ | ----- | -------- | -------- | ------ |
| Figueirense        | 2     | 2        | 0        | 6      |
| Brasil de Blumenau | 2     | 1        | 1        | 3      |
| Brasil de Tijucas  | 2     | 0        | 2        | 0      |

## Campeão
| Campeonato Catarinense de 1924  |
| ------------------------------- |
| Florianópolis                   |
| Figueirense Campeão (1º título) |